# Elisabet de Savoia
Elisabet de Savoia (Torí, Ducat de Savoia 1591 - Mòdena, Ducat de Mòdena 1626) fou una princesa de la dinastia Savoia.

## Orígens familiars
Va néixer el 2 de març de 1591 a la ciutat de Torí, capital del Ducat de Savoia, sent filla del duc Carles Manuel I de Savoia i Caterina Micaela d'Espanya. Per línia paterna fou neta del duc Manuel Filibert de Savoia i de Margarida de Valois, i per línia materna del rei Felip II de Castella i Isabel de Valois.
Fou germana del duc Víctor Amadeu I de Savoia i de Margarida de Savoia, casada amb Francesc IV de Màntua.

## Núpcies i descendents
Es casà el 22 de febrer de 1608 amb el duc Alfons III de Mòdena. D'aquesta unió van néixer:
- Cèsar d'Este (1609-1613)
- Francesc I d'Este (1610-1658), duc de Mòdena, casat amb Maria Caterina Farnese.
- Opizzo d'Este (1611-1644), bisbe de Mòdena
- Cèsar d'Este (1614-1677)
- Alexandre d'Este (1615)
- Carles Alexandre d'Este (1616-1679)
- Rinaldo d'Este (1618-1672), cardenal i bisbe de Reggio Emilia, Palestrina i Montpeller
- Filibert d'Este (1623-1645)
- Bonifaci d'Este (1624)
- Caterina d'Este (1613-1628), religiosa
- Margarida d'Este (1619-1692), casada el 1647 amb Ferran III Gonzaga
- Beatriu d'Este (1620)
- Beatriu d'Este (1622-1623)
- Anna Beatriu d'Este (1626-1690), casada el 1656 amb Alexandre II Pico della Mirandola

Establerta a la cort de Mòdena juntament amb el seu marit, Isabel morí el 22 de febrer de 1626 en donar llum a la seva última filla.